# Karl Schenk
Karl Schenk (1 de dezembro de 1823 — 18 de julho de 1895) foi um político da Suíça.
Ele foi eleito para o Conselho Federal suíço em 12 de dezembro de 1863 e terminou o mandato em 18 de julho de 1895, dia de sua morte.
Karl Schenk foi Presidente da Confederação suíça em 1865, 1871, 1874, 1878, 1885 e 1893.